# Pierre Travaux
Pierre Travaux est un sculpteur français, né le 12 mai 1822 à Corsaint (Côte-d'Or) et mort à Paris le 19 mars 1869.

## Biographie

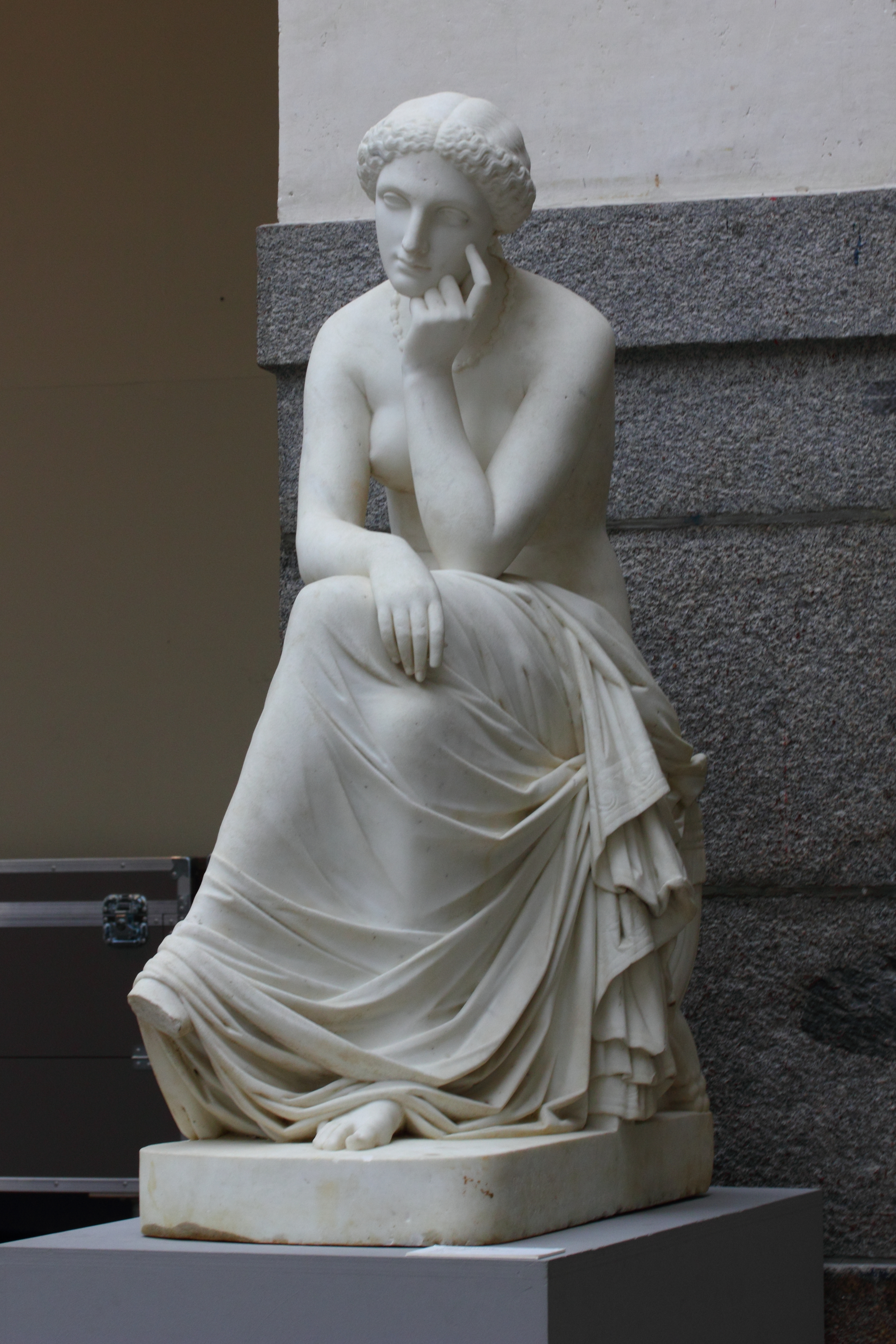
La Rêverie (1855), musée des beaux-arts de Rennes.

Fils jumeau, de Marguerite Bocquin et de Pierre Philippe Travaux, issu d'une longue lignée de tailleurs de pierre, Pierre Travaux est le plus jeune de leurs enfants et le seul garçon.
Il suit sa scolarité à Semur-en-Auxois et devient l'élève du sculpteur Pierre Paul Darbois aux Beaux-Arts de Dijon, puis en 1847 de François Jouffroy à l'École des beaux-arts de Paris. Il expose pour la première fois au Salon de 1852 avec une statuette en plâtre, Sapho sur le rocher de Leucade. L'année suivante, il expose deux plâtres, Thétis et Achille et La Rêverie dont il réalisera le marbre pour l'Exposition universelle de 1855.
Parmi les nombreuses commandes publiques qui lui sont passées, il réalise les statues de Turgot et Jacques Amyot pour la cour Napoléon du palais du Louvre à Paris. Pour Marseille, il sculpte La Vigilance et la Sagesse ornant le palais de justice, et L'Isthme de Suez (1864) pour le bassin du parc Borély. Ce groupe en marbre représente au centre la France assise sur la proue d'un navire, cantonnée par deux allégories représentant la mer Rouge (à dextre) et la mer Méditerranée (à senestre) appuyées chacune sur un monstre marin. Il orne de quatre statues la façade est de l'hôtel de préfecture des Bouches-du-Rhône donnant sur le jardin et la rue de Rome à Marseille, représentant à gauche Mgr Belsunce et le chevalier Roze, et à droite le Roi René et Palamède de Forbin.
Une clientèle particulière lui commande également des œuvres comme La Religion consolant la Douleur, groupe en marbre ornant une tombe du cimetière Saint-Pierre à Marseille.
Il épouse Pauline Élisabeth Moncelot le 15 avril 1861 à Moutiers-Saint-Jean. Le couple aura deux filles.
Pierre Travaux meurt à Paris le 19 mars 1869 à son domicile no 10 rue de Constantine dans le 14e arrondissement.

## Œuvres dans les collections publiques
- Besançon, musée des beaux-arts et d'archéologie : La Rêverie, bronze, 36 cm [9].
- Dieppe : Jacques Amyot ; Turgot ; Sapho tenant une lyre ; Rêverie, statuettes en plâtre[10].
- Dijon : David vainqueur de Goliath, plâtre[11]
- Marseille
  - Parc Borély : Percement du canal de Suez, groupe en pierre de Calissanne[12].
  - Cimetière Saint-Pierre : La Religion consolant la douleur, groupe en marbre, tombeau de Mr Barbaroux.
  - Palais de justice : La Sagesse et la vigilance, face latérale du palais de justice, côté rue Emile Pollak et La Fermeté et la modération côté rue Breteuil.
  - Hôtel de préfecture : Mgr de Belsunce, le chevalier Roze, le Roi René et Palamède de Forbin sur la façade est du bâtiment.
- Montpellier, musée Fabre : Frileuse, 1867, statue en marbre[13].
- Moutiers-Saint-Jean, hôpital Saint-Sauveur, Vierge à l'Enfant[14]
- Paris, 
  - Église Saint-Eustache : Le Christ guérissant l'aveugle, La Multiplication des pains, Le Sermon sur la montagne, bas-reliefs[15].
  - Église Saint-Augustin : Deux Anges séparés par un candélabre, bas-relief.
  - palais du Louvre : Jacques Amyot[16], Turgot[17], Sapho[18], Génie de la navigation[19], la Pensée, Atlante.
- Rennes, musée des beaux-arts : La Rêverie, 1855, statue en marbre[20].
- Semur-en-Auxois : La Rêverie ; Saint Sébastien ; Un Lutteur ; Le Serment d'Hannibal ; Joly Saint Florent ; L'Éducation.

## Galerie

Œuvres de Pierre Travaux
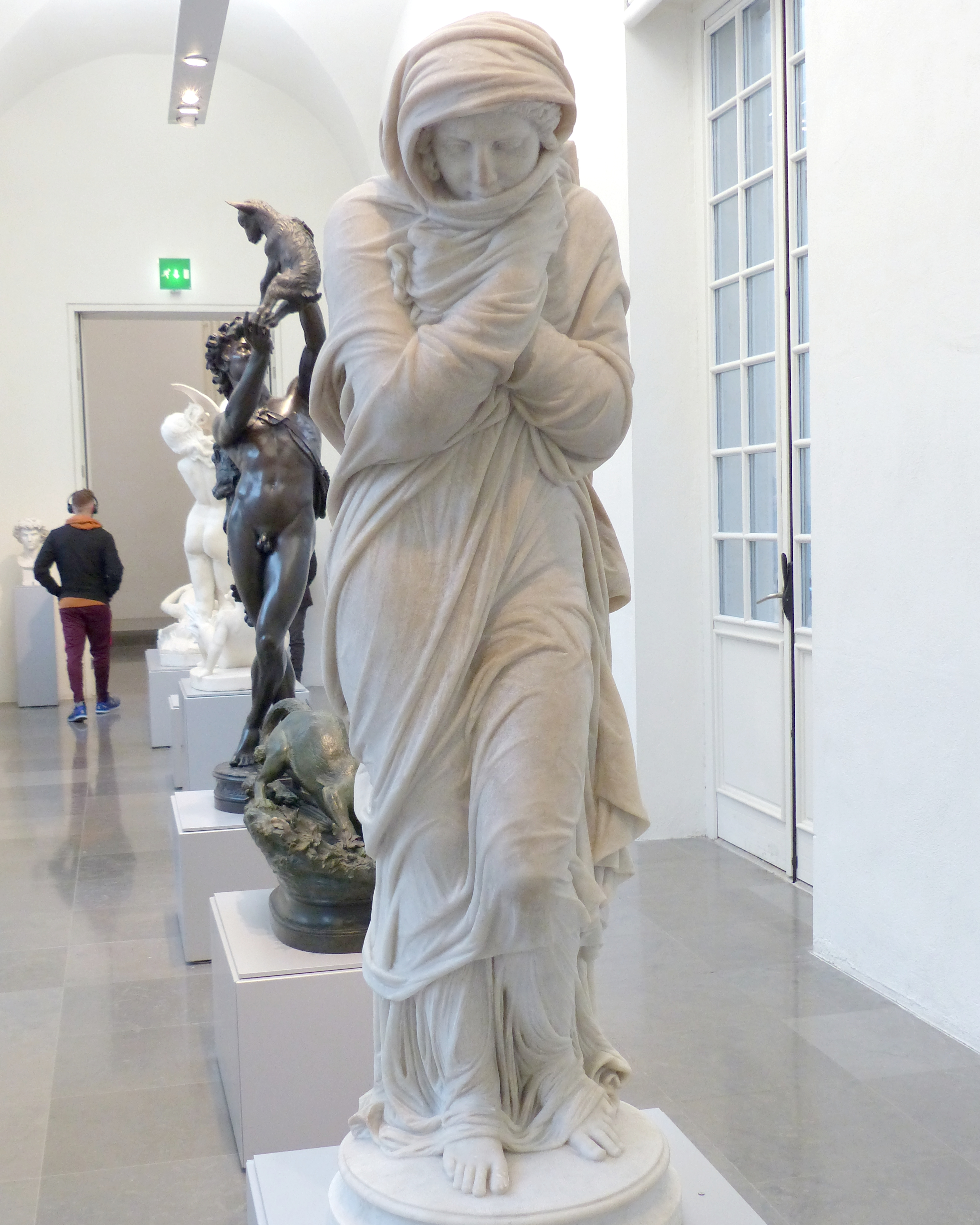
Frileuse (1867), Montpellier, musée Fabre.
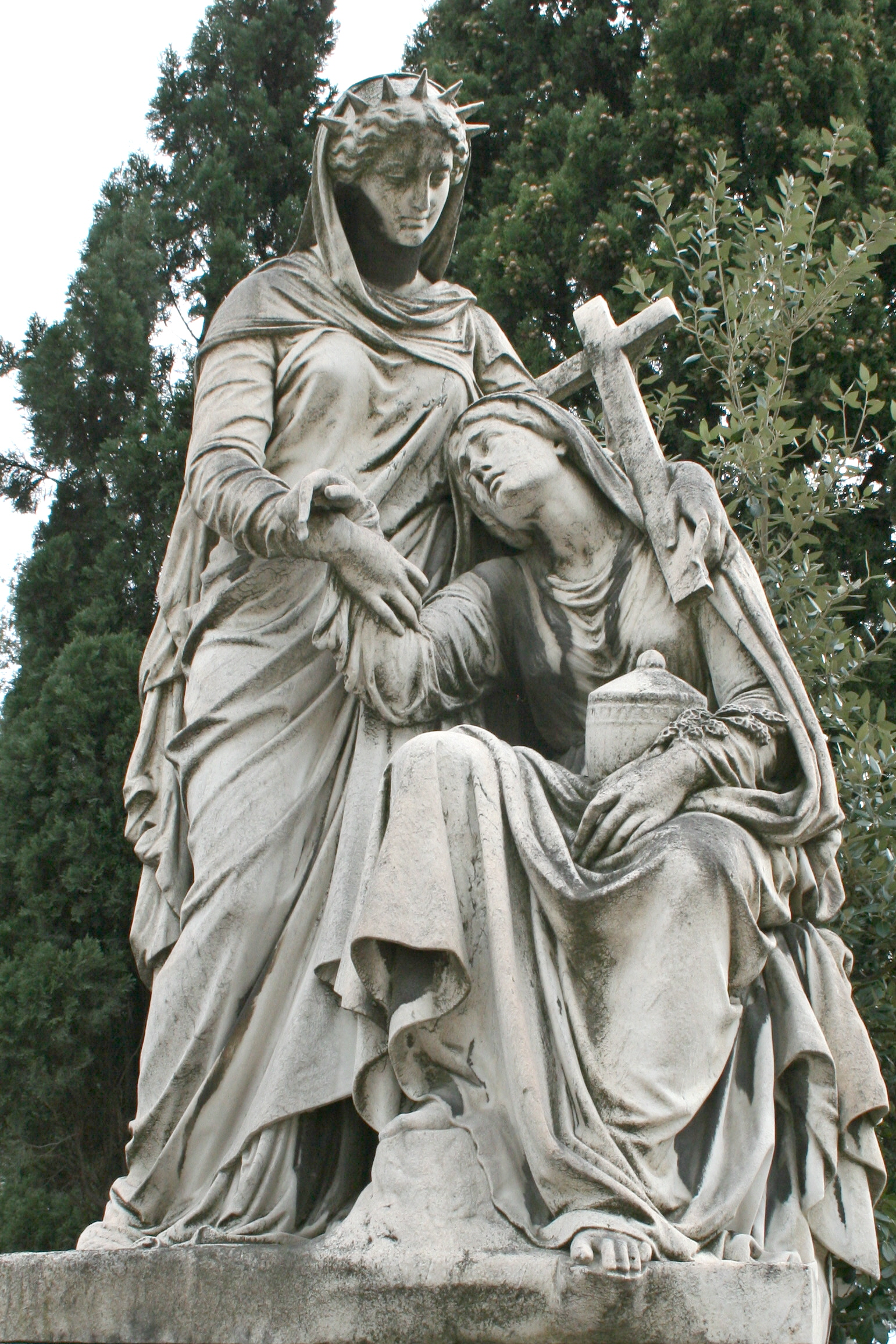
La Religion consolant la Douleur, Marseille, cimetière Saint-Pierre.
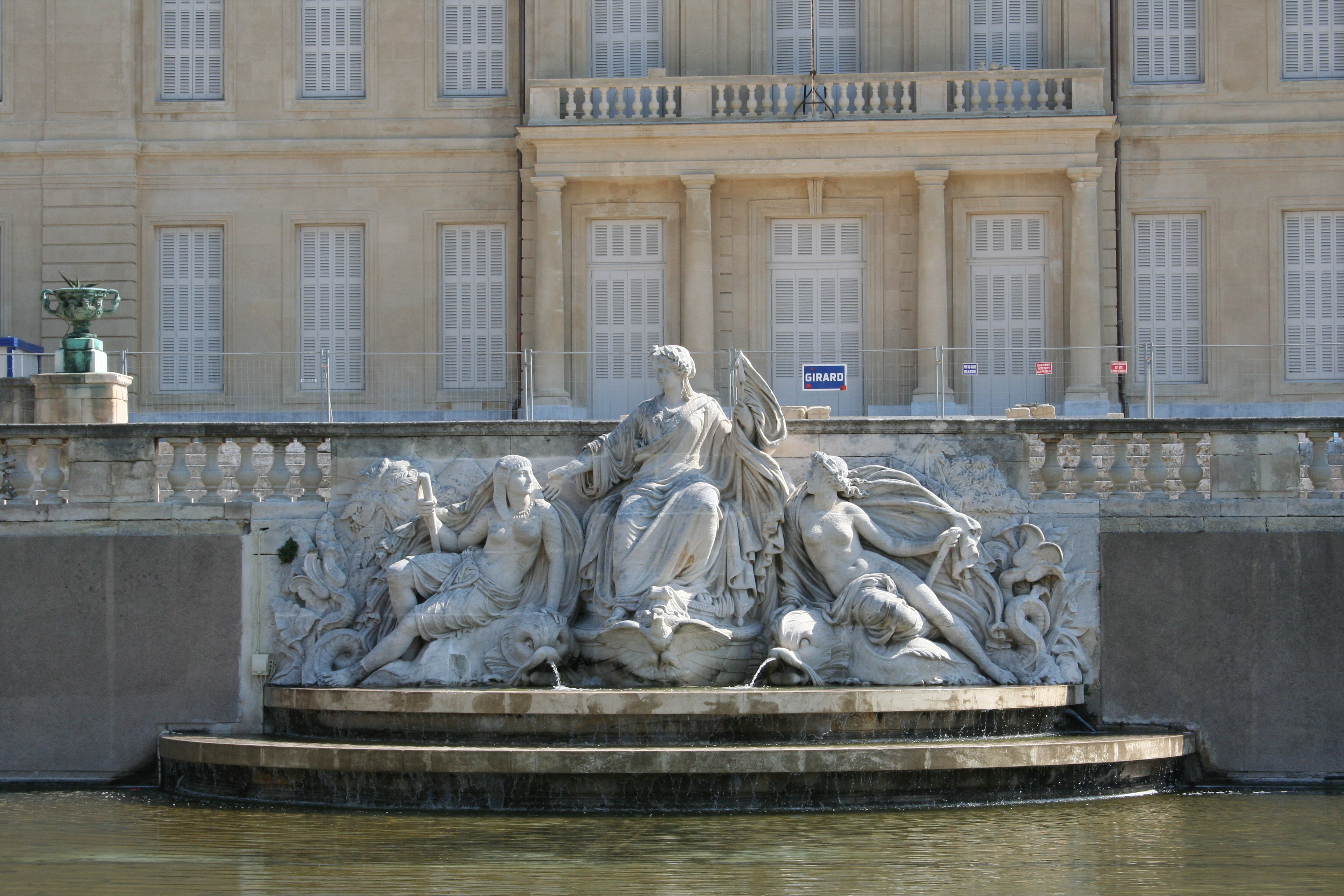
L'Isthme de Suez (1864), Marseille, parc Borély.
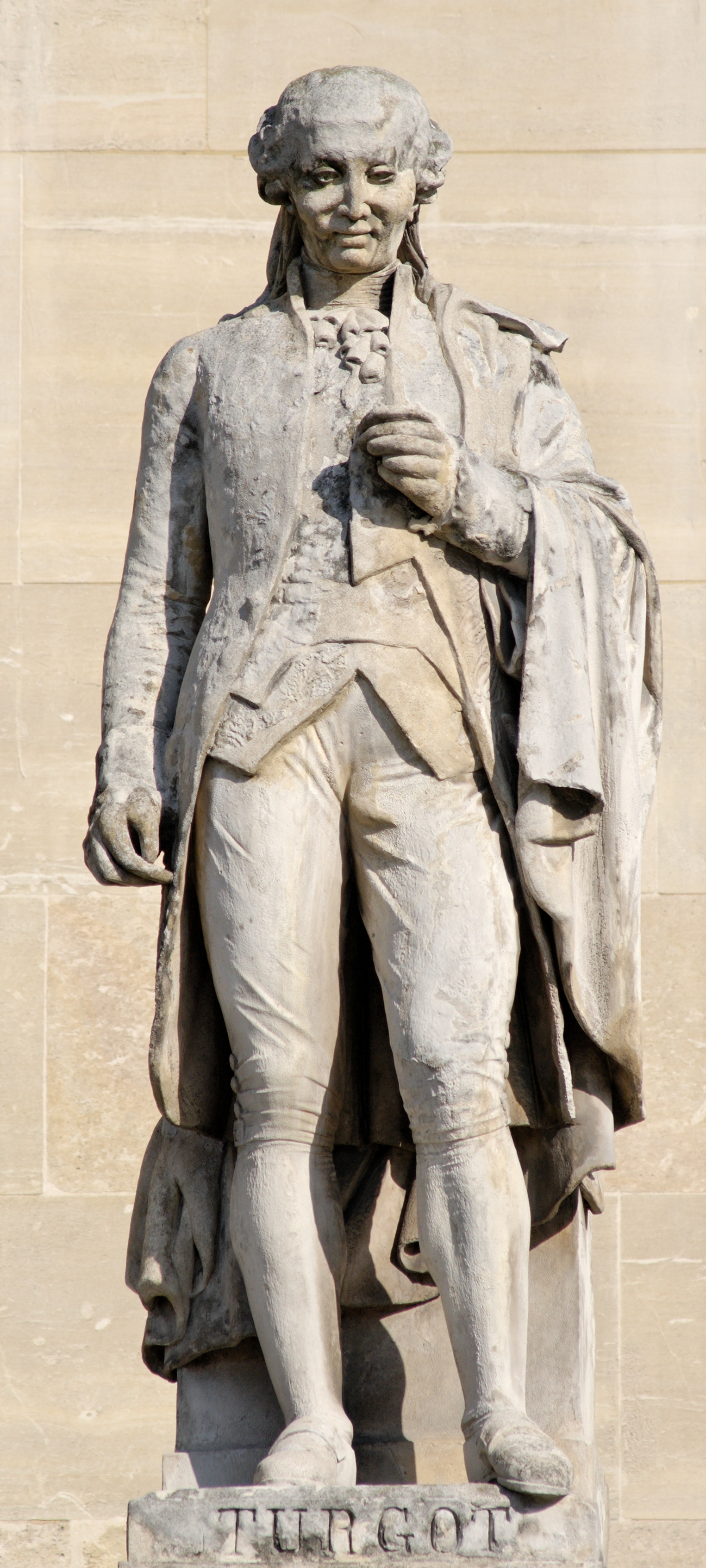
Turgot, Paris, palais du Louvre, cour Napoléon.
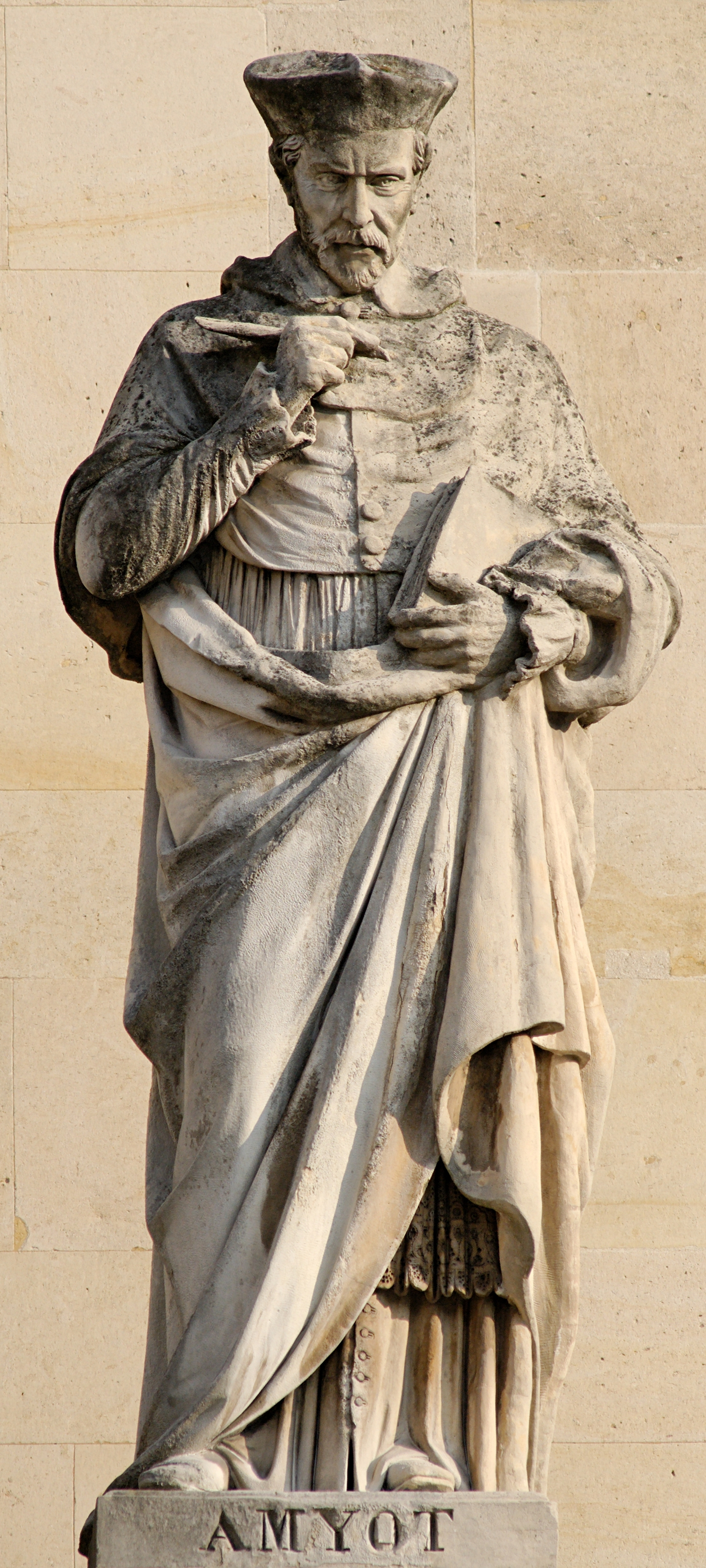
Amyot, Paris, palais du Louvre, cour Napoléon.